# ブライアン・ロウサム
ブライアン・ロウサム（Brian Rowsom、1965年10月23日 - ）は、アメリカ合衆国ニュージャージー州出身のバスケットボール選手・指導者。

## 来歴

### 選手時代
ノースカロライナ大学ではオールアメリカンプレーヤーに選ばれる活躍を見せる。
1987年のNBAドラフトでインディアナ・ペイサーズに34位に指名される。翌年、シャーロット・ホーネッツに移籍。NBAでは3シーズンプレーして82試合出場457得点を残した。
その後、フランス、イスラエルでプレーした後、1995年に日本リーグの東芝に移籍。1997-98シーズンの準優勝に貢献。
1998年、イングランドリーグに移籍してシーズン後引退。

### 指導者として
2004年、スプリング・サマーリーグ及び古巣ホーネッツのミニキャンプで指導者キャリアを開始。
同年、ABAカロライナ・サンダーのヘッドコーチに就任。コーチ・オブ・ザ・イヤーを獲得する。
その後は同じABAのシャルロット・クランクゼネラルマネジャー、USBLブレバード・ブルーダックス、カタールリーグでヘッドコーチを務める。
2009年、bjリーグ、大分ヒートデビルズヘッドコーチに就任。bjリーグにおける元NBAプレイヤーのHC就任は4人目となる。2010年、契約満了。
2014年、東芝ブレイブサンダース神奈川アシスタントコーチに着任。
2019年、三遠ネオフェニックスHC就任。しかしチームは開幕から10連敗と苦戦し、10月28日付けで双方合意の上契約解除となった。